# Блумфилд (Индијана)
Блумфилд (енгл. Bloomfield) град је у америчкој савезној држави Индијана.

## Демографија
По попису из 2010. године број становника је 2.405, што је 137 (-5,4%) становника мање него 2000. године.
| Група             | 2000.         | 2010.         |
| Белци             | 2.479 (97,5%) | 2.328 (96,8%) |
| Афроамериканци    | 5 (0,2%)      | 11 (0,5%)     |
| Азијати           | 11 (0,4%)     | 15 (0,6%)     |
| Хиспаноамериканци | 28 (1,1%)     | 32 (1,3%)     |
| Укупно            | 2.542         | 2.405         |